# Кришанстад (община)
Община Кришанстад (на шведски: Kristianstads kommun) е разположена в лен Сконе, югоизточна Швеция с обща площ 1346 km2 и население 81 009 души (към 31 декември 2013). Административен център на община Кришанстад е едноименния град Кришанстад.